# Liste des albums musicaux numéro un au Billboard 200 en 1982
Cette page liste les albums musicaux ayant eu le plus de succès au cours de l'année 1982 aux États-Unis d'après le magazine Billboard.

## Historique
| Date         | Artiste(s)        | Titre                                 | Référence |
| ------------ | ----------------- | ------------------------------------- | --------- |
| 2 janvier    | AC/DC             | For Those About to Rock We Salute You |           |
| 9 janvier    | AC/DC             | For Those About to Rock We Salute You |           |
| 16 janvier   | Foreigner         | 4                                     |           |
| 23 janvier   | Foreigner         | 4                                     |           |
| 30 janvier   | Foreigner         | 4                                     |           |
| 6 février    | The J. Geils Band | Freeze Frame                          |           |
| 13 février   | The J. Geils Band | Freeze Frame                          |           |
| 20 février   | The J. Geils Band | Freeze Frame                          |           |
| 27 février   | The J. Geils Band | Freeze Frame                          |           |
| 6 mars       | Go-Go's           | Beauty and the Beat                   |           |
| 13 mars      | Go-Go's           | Beauty and the Beat                   |           |
| 20 mars      | Go-Go's           | Beauty and the Beat                   |           |
| 27 mars      | Go-Go's           | Beauty and the Beat                   |           |
| 3 avril      | Go-Go's           | Beauty and the Beat                   |           |
| 10 avril     | Go-Go's           | Beauty and the Beat                   |           |
| 17 avril     | Vangelis          | Chariots of Fire                      |           |
| 24 avril     | Vangelis          | Chariots of Fire                      |           |
| 1er mai      | Vangelis          | Chariots of Fire                      |           |
| 8 mai        | Vangelis          | Chariots of Fire                      |           |
| 15 mai       | Asia              | Asia                                  |           |
| 22 mai       | Asia              | Asia                                  |           |
| 29 mai       | Paul McCartney    | Tug of War                            |           |
| 5 juin       | Paul McCartney    | Tug of War                            |           |
| 12 juin      | Paul McCartney    | Tug of War                            |           |
| 19 juin      | Asia              | Asia                                  |           |
| 26 juin      | Asia              | Asia                                  |           |
| 3 juillet    | Asia              | Asia                                  |           |
| 10 juillet   | Asia              | Asia                                  |           |
| 17 juillet   | Asia              | Asia                                  |           |
| 24 juillet   | Asia              | Asia                                  |           |
| 31 juillet   | Asia              | Asia                                  |           |
| 7 août       | Fleetwood Mac     | Mirage                                |           |
| 14 août      | Fleetwood Mac     | Mirage                                |           |
| 21 août      | Fleetwood Mac     | Mirage                                |           |
| 28 août      | Fleetwood Mac     | Mirage                                |           |
| 4 septembre  | Fleetwood Mac     | Mirage                                |           |
| 11 septembre | John Cougar       | American Fool                         |           |
| 18 septembre | John Cougar       | American Fool                         |           |
| 25 septembre | John Cougar       | American Fool                         |           |
| 2 octobre    | John Cougar       | American Fool                         |           |
| 9 octobre    | John Cougar       | American Fool                         |           |
| 16 octobre   | John Cougar       | American Fool                         |           |
| 23 octobre   | John Cougar       | American Fool                         |           |
| 30 octobre   | John Cougar       | American Fool                         |           |
| 6 novembre   | John Cougar       | American Fool                         |           |
| 13 novembre  | Men at Work       | Business as Usual                     |           |
| 20 novembre  | Men at Work       | Business as Usual                     |           |
| 27 novembre  | Men at Work       | Business as Usual                     |           |
| 4 décembre   | Men at Work       | Business as Usual                     |           |
| 11 décembre  | Men at Work       | Business as Usual                     |           |
| 18 décembre  | Men at Work       | Business as Usual                     |           |
| 25 décembre  | Men at Work       | Business as Usual                     |           |